# Lista de presidentes da Câmara Municipal de São João de Meriti
Esta é uma lista de presidentes da Câmara dos Vereadores de São João de Meriti desde sua fundação em 1947 até a última e atual legislatura. 
Atualmente, a Câmara dos Vereadores de São João de Meriti possui 21 vereadores, eleitos para mandatos de quatro anos, sendo renovados sem limite de reeleição. As eleições para vereador são feitas junto com as eleições para prefeito de cada município. O atual presidente da Câmara é o vereador Davi Perini Vermelho, do Democratas.

## Lista dos presidentes da Câmara dos Vereadores (1947 — presente)
Desde a emancipação de São João de Meriti.
| 1  | Octacílio Gonçalves               |  | 1947 | 1949     | São João de Meriti |
| 2  | Waldinar Castanheiras             |  | 1950 | 1950     | São João de Meriti |
| 3  | Plácido de Figueiredo             |  | 1950 | 1951     | São João de Meriti |
| 4  | Alberto da Rocha Possa            |  | 1953 | 1953     | São João de Meriti |
| 5  | Elpídio Estevão Salles            |  | 1954 | 1954     | São João de Meriti |
| 6  | Waldomiro Proença                 |  | 1954 | 1954     | São João de Meriti |
| 7  | Waldonier da Silva e Souza        |  | 1955 | 1955     | São João de Meriti |
| 8  | Luís Marques do Nascimento        |  | 1956 | 1957     | São João de Meriti |
| 9  | Ely Rasuck                        |  | 1958 | 1959     | São João de Meriti |
| 10 | José Amorim                       |  | 1960 | 1960     | São João de Meriti |
| 11 | Dorly Dias                        |  | 1960 | 1960     | São João de Meriti |
| 12 | Waldonier da Silva e Souza        |  | 1960 | 1961     | São João de Meriti |
| 13 | Ely Rasuck                        |  | 1962 | 1962     | São João de Meriti |
| 14 | Waldílio Villas Boas              |  | 1963 | 1963     | São João de Meriti |
| 15 | Eurico Guimarães Neves            |  | 1964 | 1964     | São João de Meriti |
| 16 | José Martins de Oliveira          |  | 1965 | 1965     | São João de Meriti |
| 17 | Dorly Dias Curvelo                |  | 1966 | 1966     | São João de Meriti |
| 18 | Geraldo Damasceno de Siqueira     |  | 1967 | 1967     | São João de Meriti |
| 19 | Oswaldo Medeiros Filho            |  | 1968 | 1968     | São João de Meriti |
| 20 | Manoel Jakubowiicz                |  | 1969 | 1969     | São João de Meriti |
| 21 | Acy José Victorino                |  | 1970 | 1971     | São João de Meriti |
| 22 | Maria Lúcia D'Ávila               |  | 1971 | 1971     | São João de Meriti |
| 23 | João Dansa Ribeiro                |  | 1972 | 1972     | São João de Meriti |
| 24 | Etevaldo Araújo                   |  | 1973 | 1974     | São João de Meriti |
| 25 | Joerte Picanço Maia               |  | 1975 | 1976     | São João de Meriti |
| 26 | João Dansa Ribeiro                |  | 1977 | 1978     | São João de Meriti |
| 27 | Evonir Ferreira do Espírito Santo |  | 1979 | 1980     | São João de Meriti |
| 28 | Etevaldo Araújo                   |  | 1981 | 1982     | São João de Meriti |
| 29 | Almir Falcão                      |  | 1983 | 1983     | São João de Meriti |
| 30 | Antonio Carlos                    |  | 1983 | 1984     | São João de Meriti |
| 31 | Celso Guerra                      |  | 1985 | 1986     | São João de Meriti |
| 32 | Sérgio Costa Barros               |  | 1987 | 1988     | São João de Meriti |
| 33 | Paulo de Almeida                  |  | 1989 | 1990     | São João de Meriti |
| 34 | Evonir Ferreira do Espírito Santo |  | 1991 | 1992     | São João de Meriti |
| 35 | Altair Alves                      |  | 1993 | 1994     | São João de Meriti |
| 36 | Jonas Peixoto                     |  | 1995 | 1996     | São João de Meriti |
| 37 | Cláudio Lacerda                   |  | 1997 | 1998     | São João de Meriti |
| 38 | Joel Rodrigues                    |  | 1998 | 1998     | São João de Meriti |
| 39 | Gildo Gonzaga                     |  | 1999 | 2000     | São João de Meriti |
| 40 | Iranildo Campos Júnior            |  | 2001 | 2002     | São João de Meriti |
| 41 | Otojanes Coutinho                 |  | 2003 | 2004     | São João de Meriti |
| 42 | Adelar Pedro de David             |  | 2005 | 2006     | São João de Meriti |
| 43 | João Dias Ferreira                |  | 2007 | 2008     | São João de Meriti |
| 44 | Antonio Carlos Titinho            |  | 2009 | 2012     | São João de Meriti |
| 45 | Joel Rodrigues Sobrinho           |  | 2013 | 2014     | São João de Meriti |
| 46 | Carlos Roberto Rodrigues          |  | 2015 | 2016     | São João de Meriti |
| 47 | Davi Perini Vermelho              |  | 2017 | presente | São João de Meriti |